# Irmão Walfrid

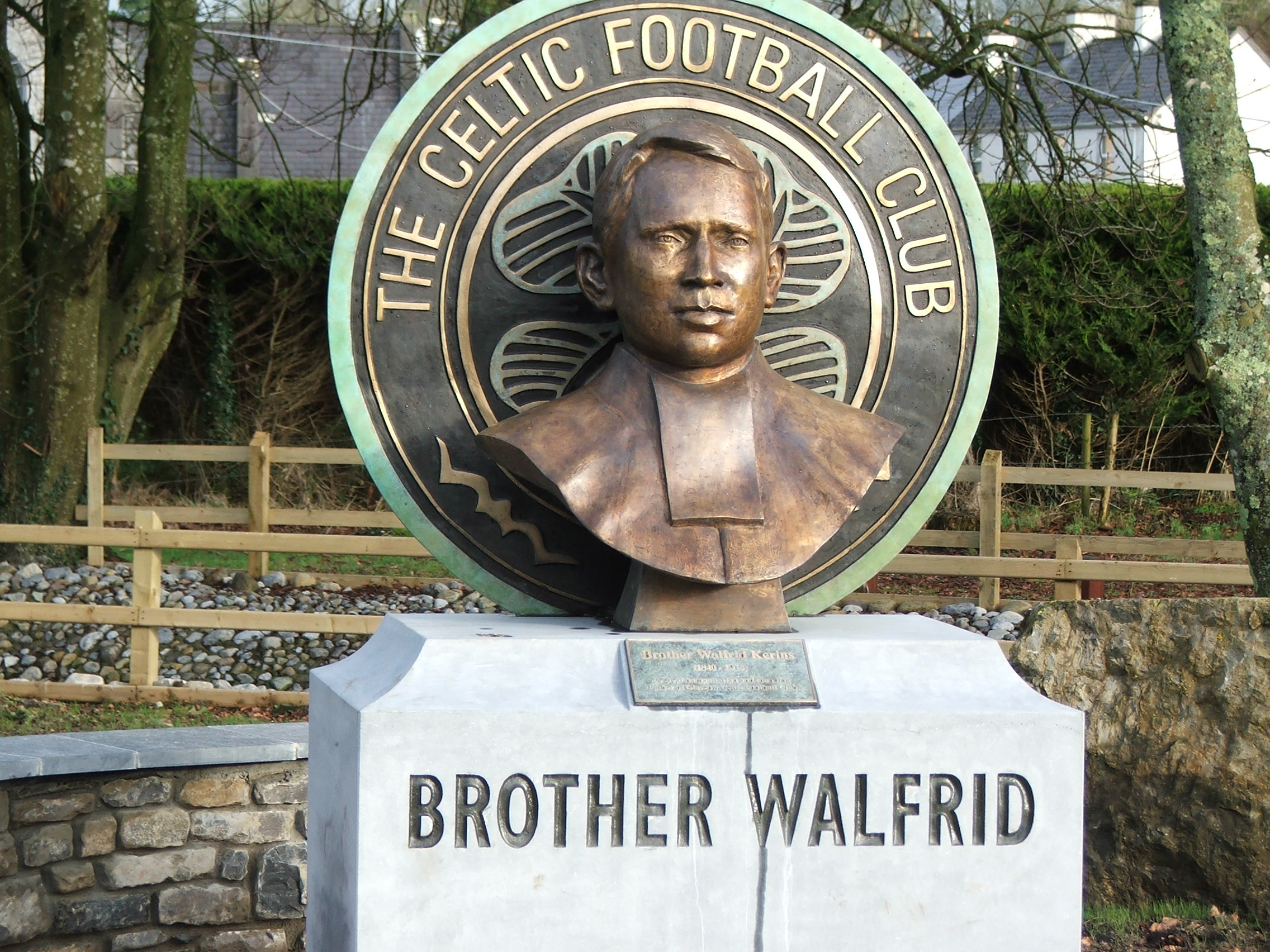
Estátua comemorativa do Irmão Walfrid em sua terra natal.

O Irmão Walfrid (Ballymote 18 de maio de 1840 – 17 de abril de 1915), o nome religioso de Andrew Kerins, foi um irmão marista irlandês, conhecido por ter sido o fundador do Celtic Football Club.